# Coccoloba uvifera
Coccoloba uvifera es un árbol leñoso de tamaño medio, usado también como arbusto ornamental, por su tendencia a crecer en horizontal. Es de la familia  Polygonaceae. Su hábitat natural son playas de la zona intertropical americana y el Caribe, incluida Florida.

## Denominaciones regionales
Conocida popularmente como kino americano, kino de Jamaica, uva de playa, uvero de playa o uvita playera.
Colombia: uva playa
Cuba: guiabara, uva de la caleta uva caleta
El Salvador: icaco
Honduras: iril o iriles
República Dominicana:  uva de playa o uva de mar

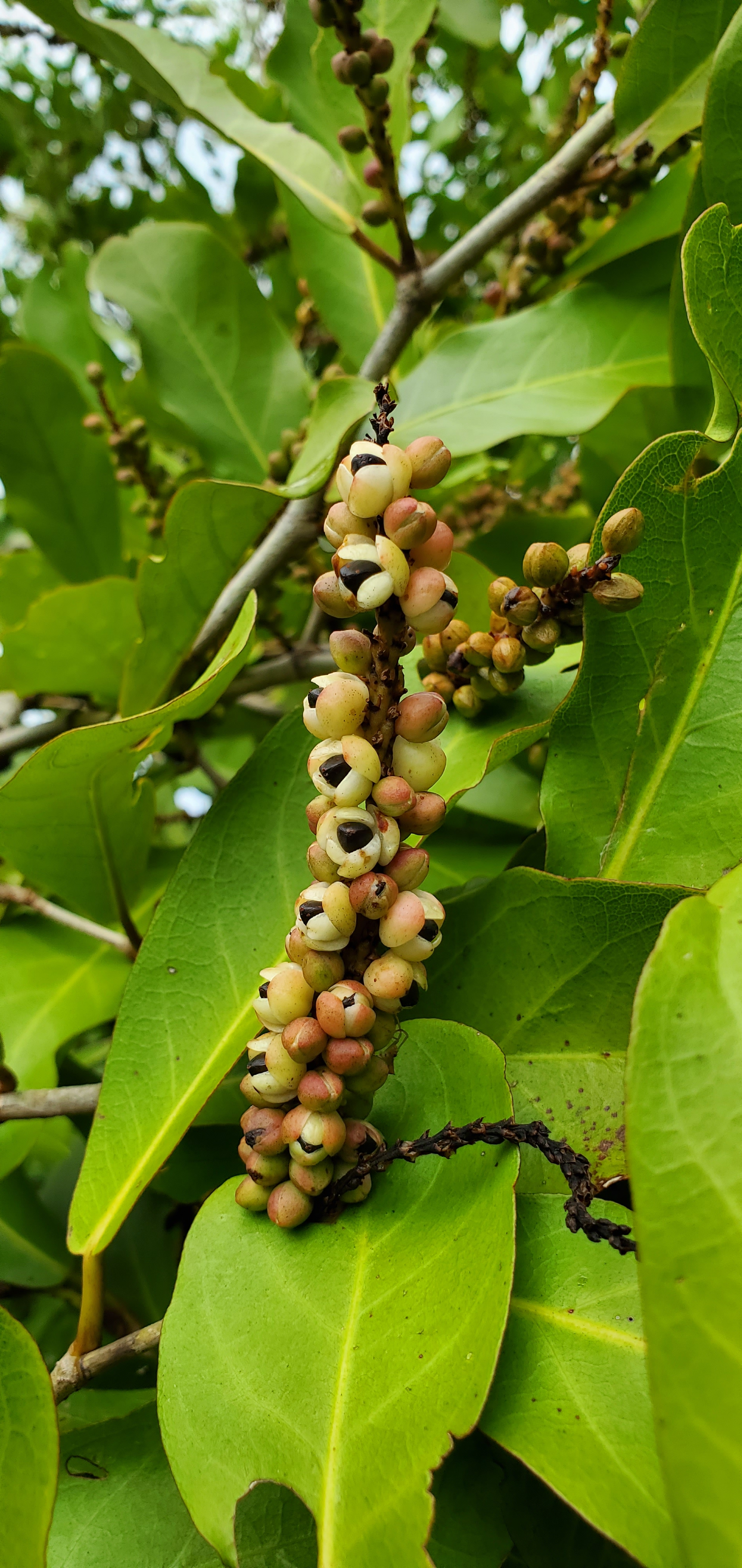
Coccoloba uvifera en Honduras se le conocen como iriles son una especie de fruta que crece en los montes, en ocasiones se le considera como invasora.

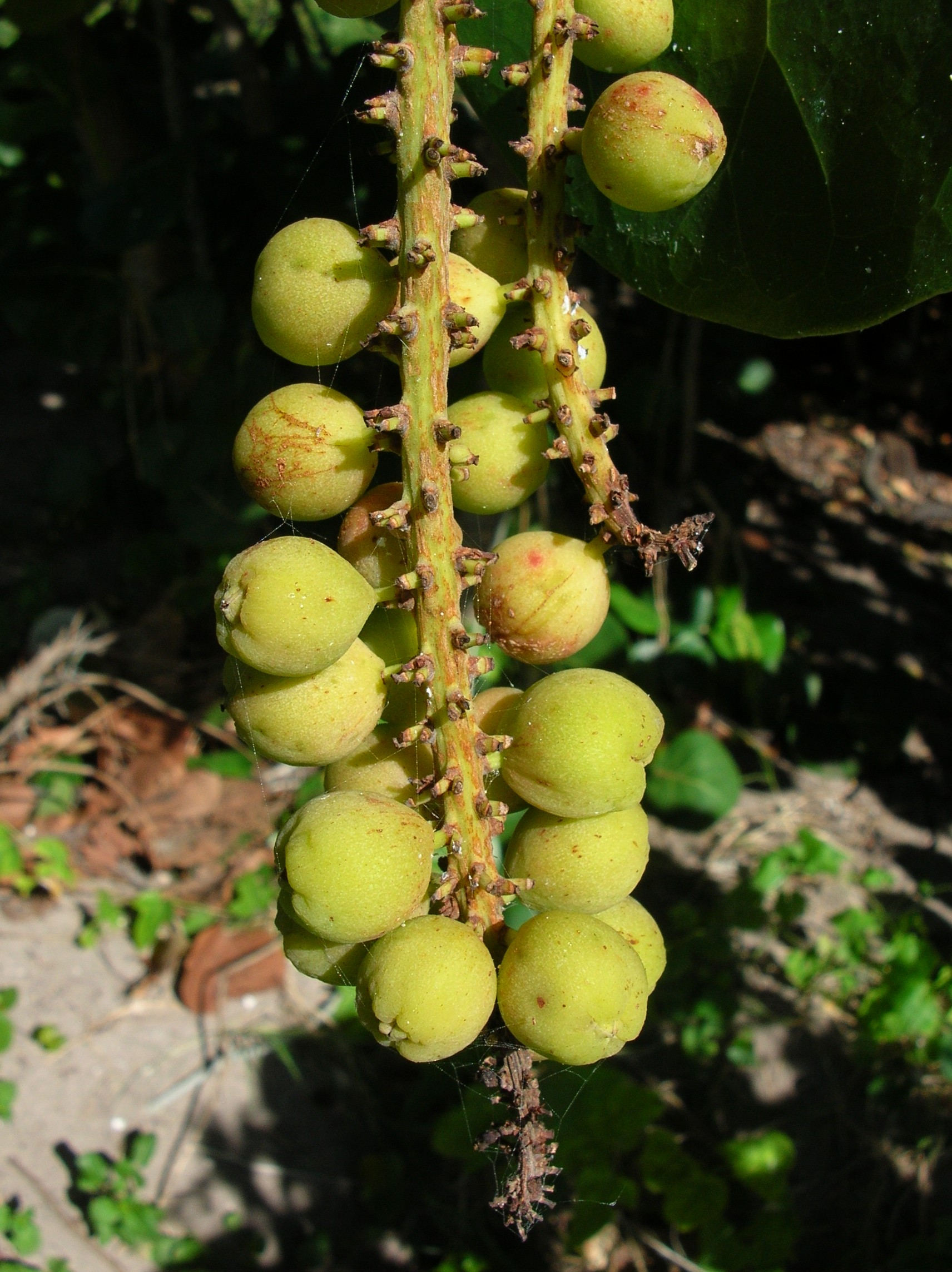
Frutos

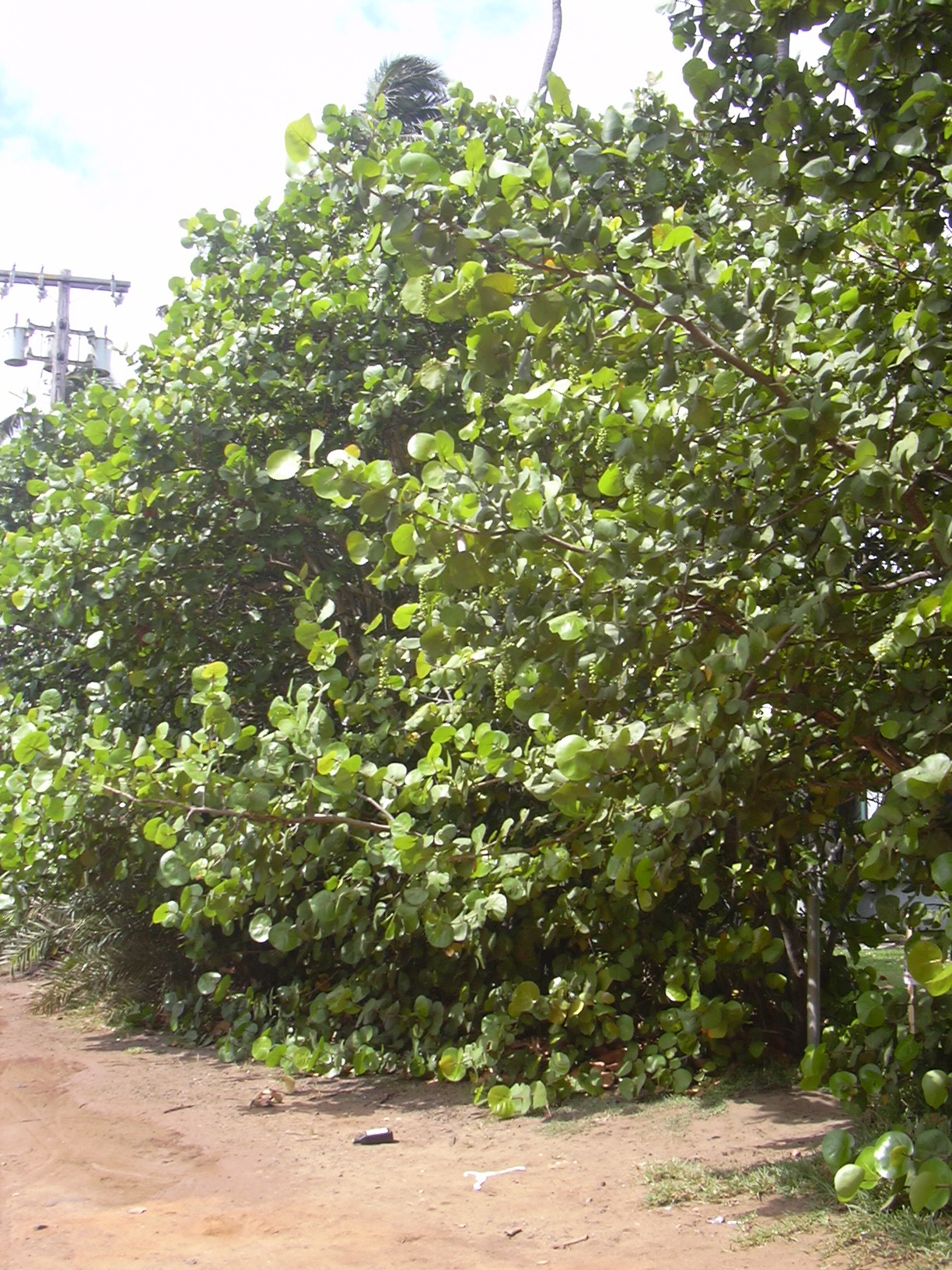
Vista de la planta

Venezuela: uva de playa 
México: uva de mar 

## Descripción
Árbol de vida larga y crecimiento mediano, común en las zonas costeras del caribe[cita requerida], puede alcanzar una altura de más de 8 m, pero muchos especímenes no suelen superar los 2 m.  Esta planta posee grandes hojas redondas de textura coriácea (hasta 25 cm de diámetro), con nervaduras rosadas; la hoja entera se vuelve de color rojo con la edad. La corteza es suave y de color gris, de tronco múltiple y pocas ramas. Racimos estrechos de 10 a 22 cm de largo con múltiples flores  en pedúnculos cortos, flor pequeña de 4 mm de diámetro de color blancuzca o blanco verdosa. Florece entre abril a junio y fructifica de julio a septiembre, se propaga por semillas, acodos y estacas.

### Frutos
A finales de verano surgen grandes racimos de pequeños frutos purpúreos. El nombre uva de playa proviene por esta forma de los granos, muy pequeños (alrededor de 2 cm de diámetro) y arracimados, que recuerdan a la uva de la vid, pero aparte de esto no tiene nada que ver con ella. El fruto es carnoso, jugoso y dulce, de fuerte aroma y buen sabor; posee una semilla grande.

## Distribución y hábitat
Común de las playas y dunas de los países tropicales americanos, desde Florida hasta el norte de Sudamérica. Se encuentra en altitudes desde el nivel del mar hasta 2000 m.s.n.m y crece en suelos pobres, arenosos, rocosos y salinos. Esta especie no tolera las heladas, muere a 0 °C. Admite una exposición en sombra moderada y es sumamente tolerante de la sal, por lo que se la utiliza a menudo para estabilizar setos de playa y evitar la erosión.

## Ecología
El árbol promueve la fijación de las dunas, evita la erosión del suelo y sus frutos son consumidos por variedad de aves. En exposición al viento crece en tallas muy pequeñas en forma arbustiva formando colonias espesas. Sufre daños por el insecto Andoretus sinicus, su madera es vulnerable a las termitas y sus hojas a los hongos.

## Taxonomía
Coccoloba uvifera fue descrita por Carlos Linneo y publicado en Systema Naturae, Editio Decima 2: 1007. 1759.

### Etimología
Coccoloba proviene del griego kokkos que significa lóbulo, en referencia a sus frutos con apariencia de racimo de uvas.
uvifera proviene del latín uva, más el sufijo –fe, llevar, en referencia a sus frutos en racimos similar a las uvas.
Sinonimia
- Coccoloba uvifera (L.) Jacq.
- Coccolobis uvifera (L.) Crantz
- Coccolobis uvifera (L.) Jacq.
- Polygonum uvifera L.[6]

## Relación con el ser humano

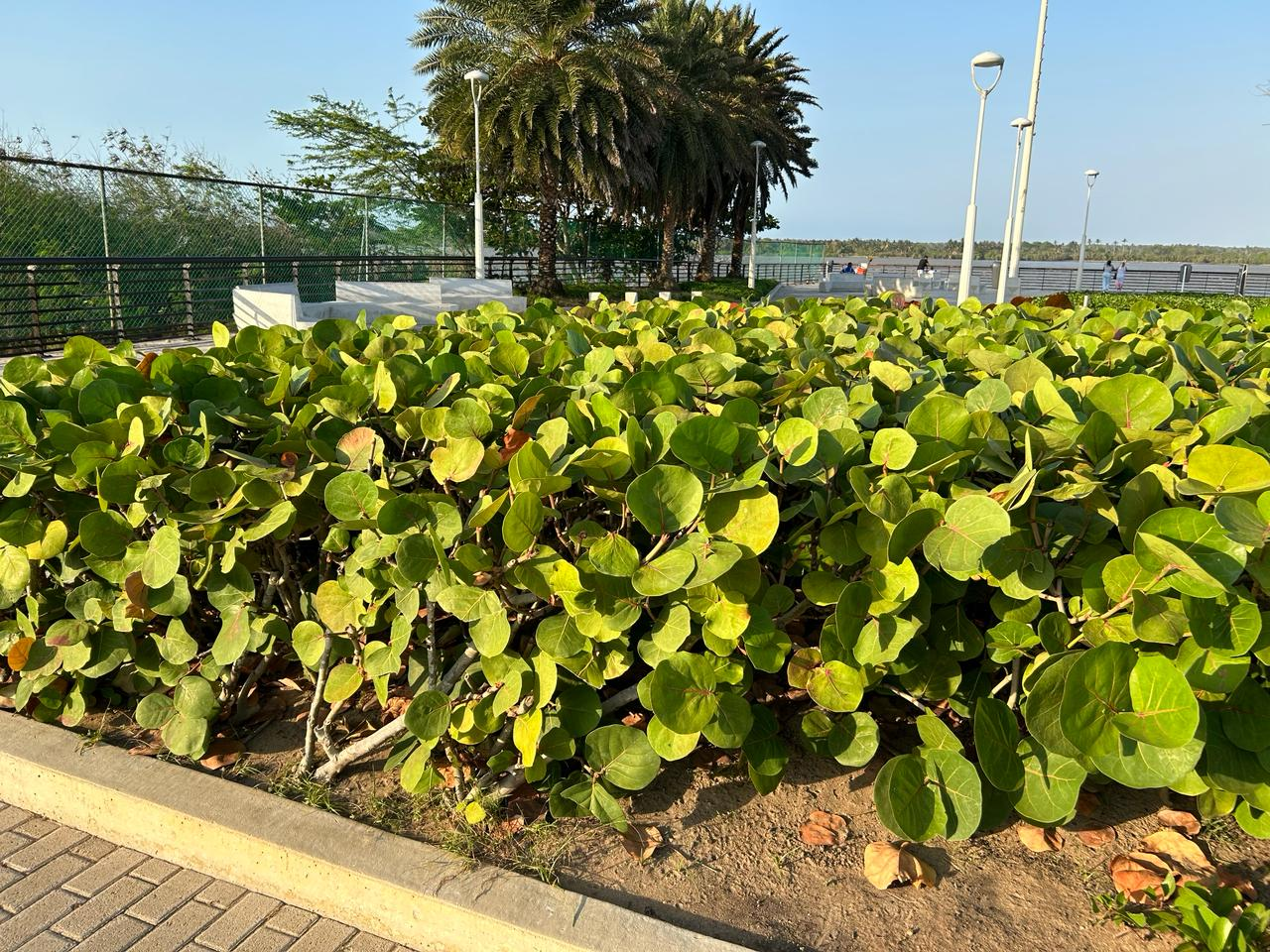
Sembradío ornamental en Barranquilla, Colombia

Se cultiva como árbol ornamental y rompevientos, su fruto es comestible y se suele utilizar para confeccionar mermelada, para bebidas y postres en los países caribeños. Su madera es usado en carpintería, ebanistería y como leña, el líquido rojo que mana de su corteza, conocido como kino, se utiliza como curtiente debido a los altos niveles de tanino que posee. Este árbol se encuentra en el cuento "Uvieta"  publicado en "Cuentos de mi tía Panchita" de la escritora costarricense Carmen Lyra.
La «uva de playa» es uno de los árboles emblemáticos de Venezuela (particularmente es símbolo natural del estado Vargas) y un árbol nativo en la isla de La Española.

### Medicinal
No existe amplia evidencia médica sobre sus usos, sin embargo, de forma tradicional se le han atribuido ciertas propiedades medicinales. Los frutos se creen que tienen un efecto muy astringente, refrescante y febrífugo.
La infusión del tallo o las raíces es usado con la creencia que puede tratar los problemas intestinales.
La corteza contiene un jugo rojo oscuro, de sabor un poco amargo, que se usa con la creencia que sirve como hemostático, astringente y antidiarreico.

## Galería

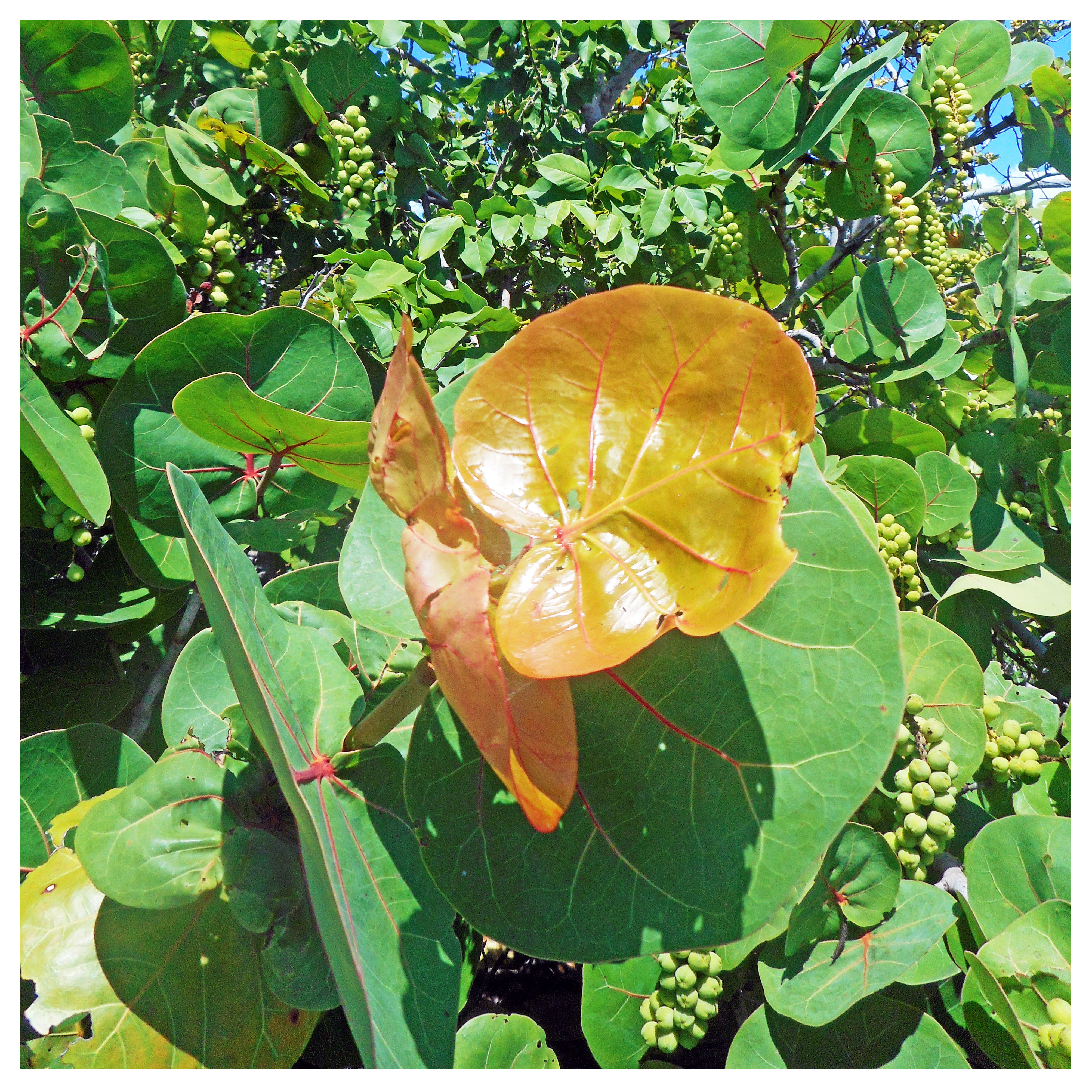
Hoja nueva
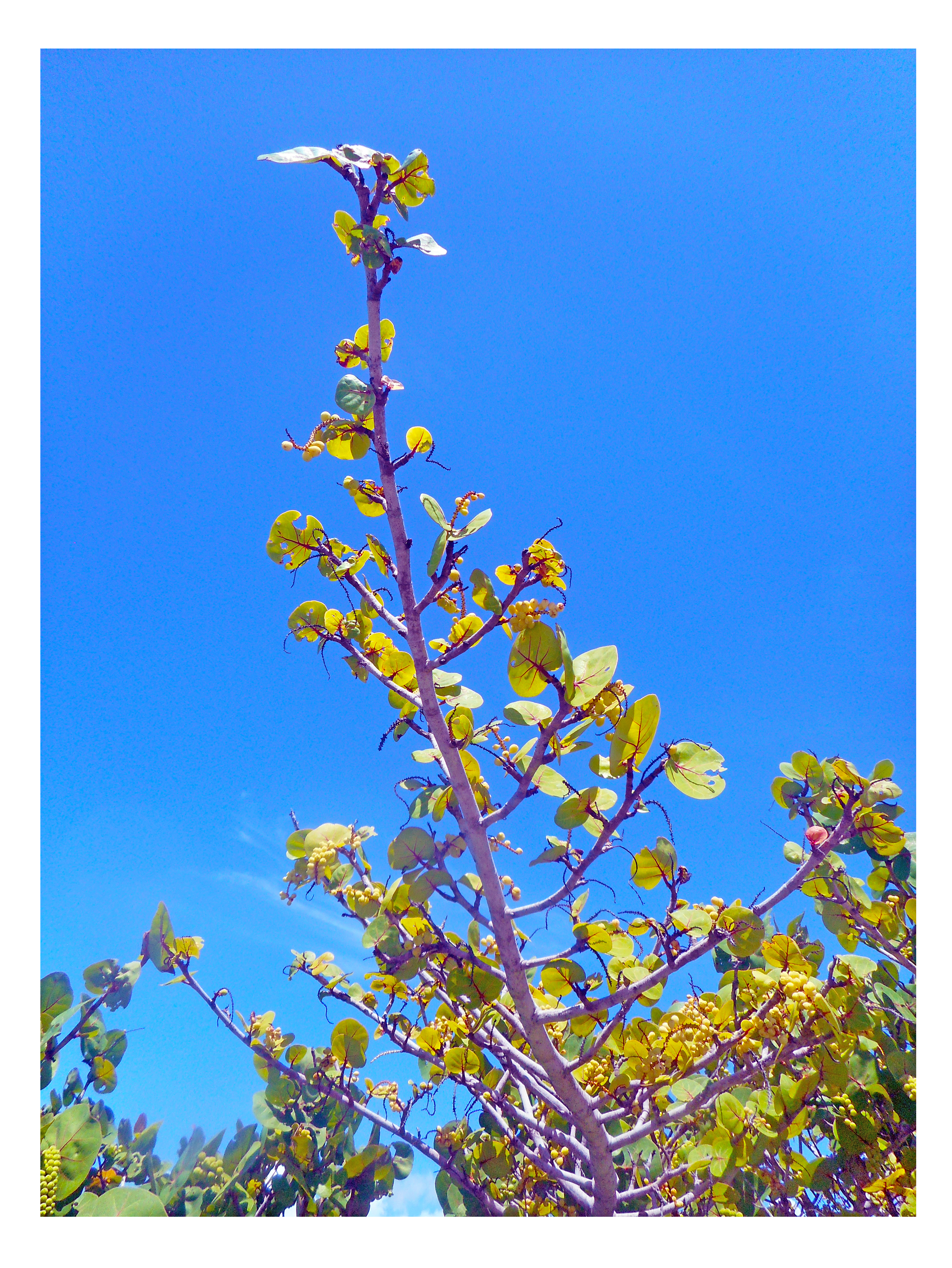
Rama con hojas nuevas
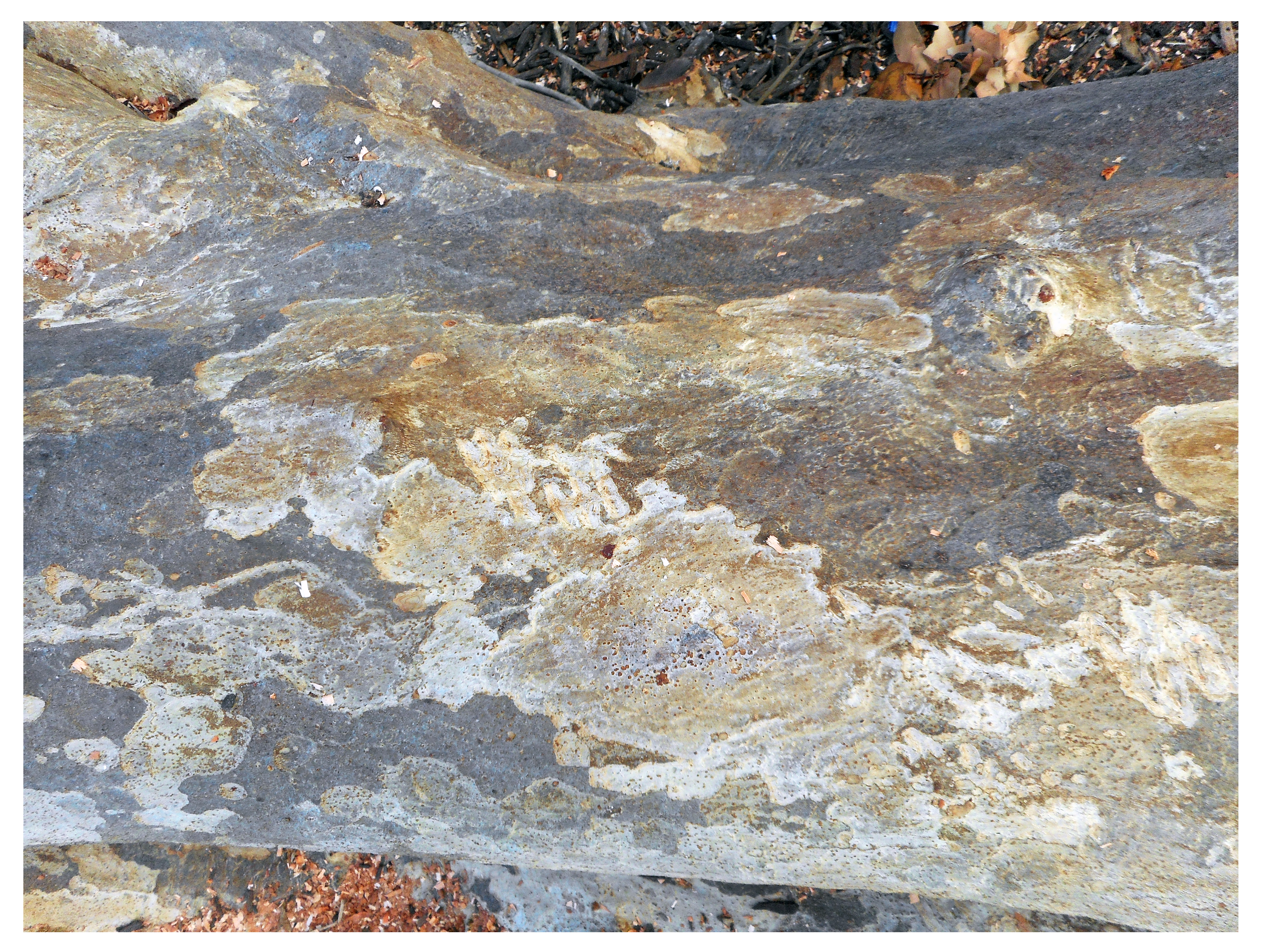
Detalle de tronco
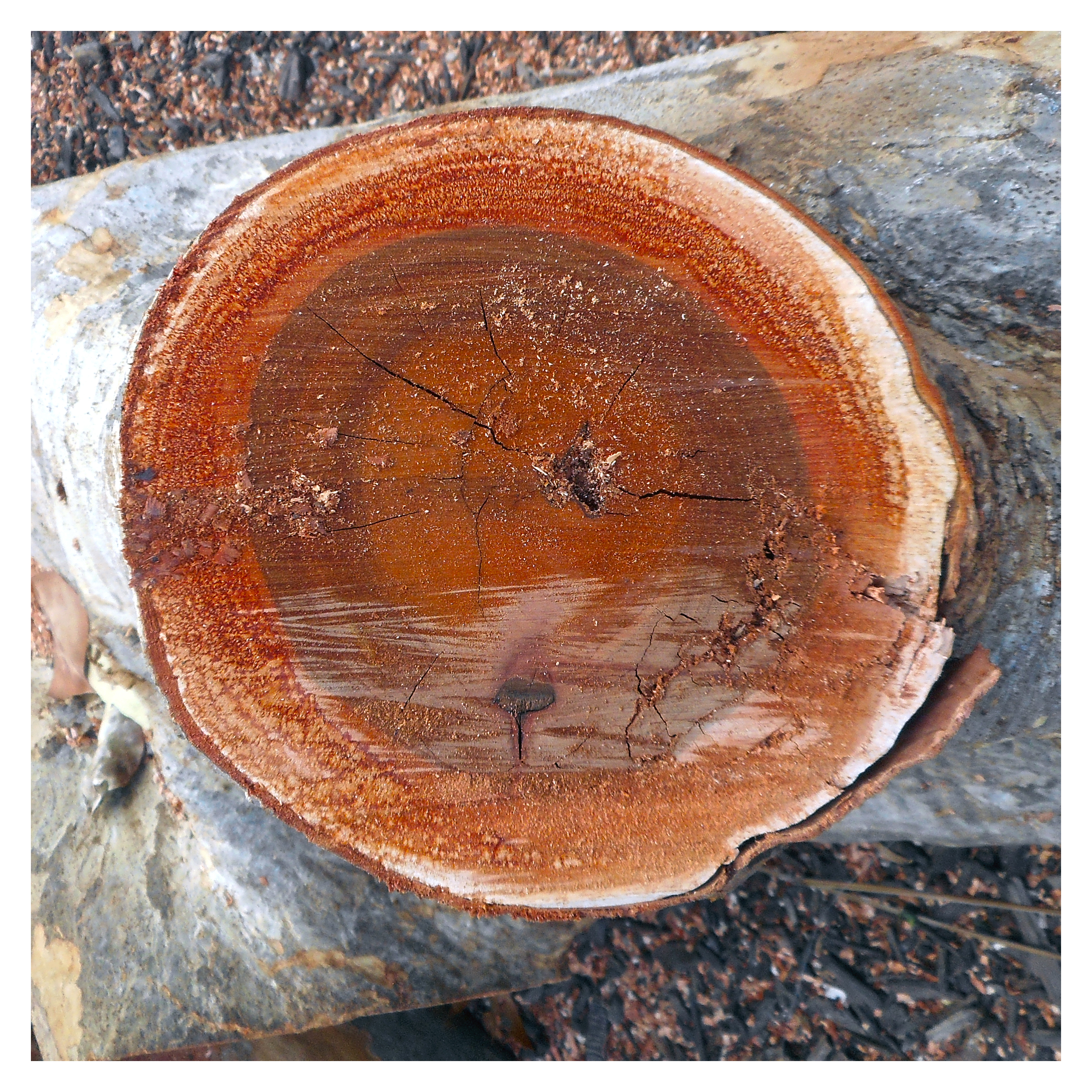
Corte transversal de rama
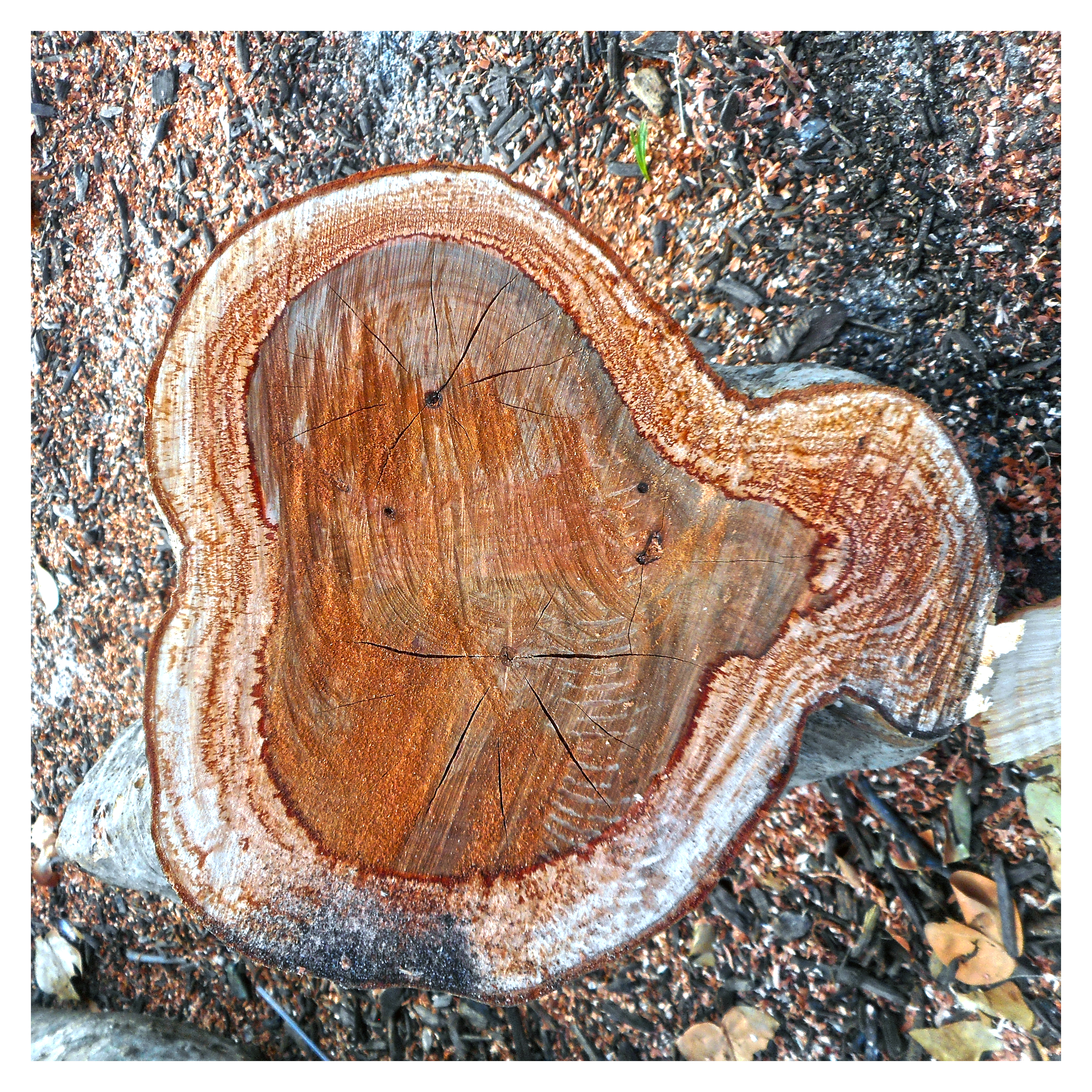
Corte transversal de tronco principal
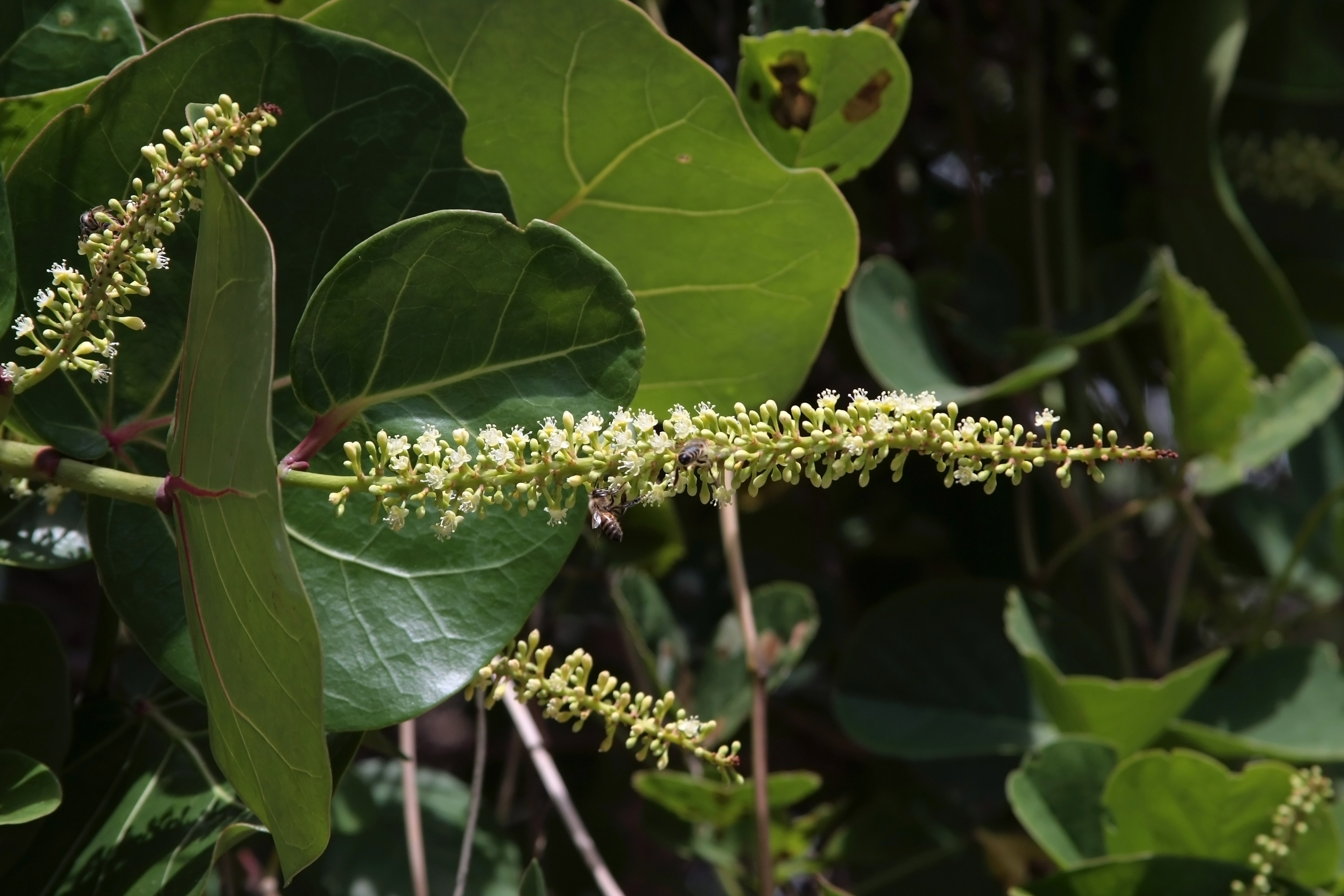
Flores
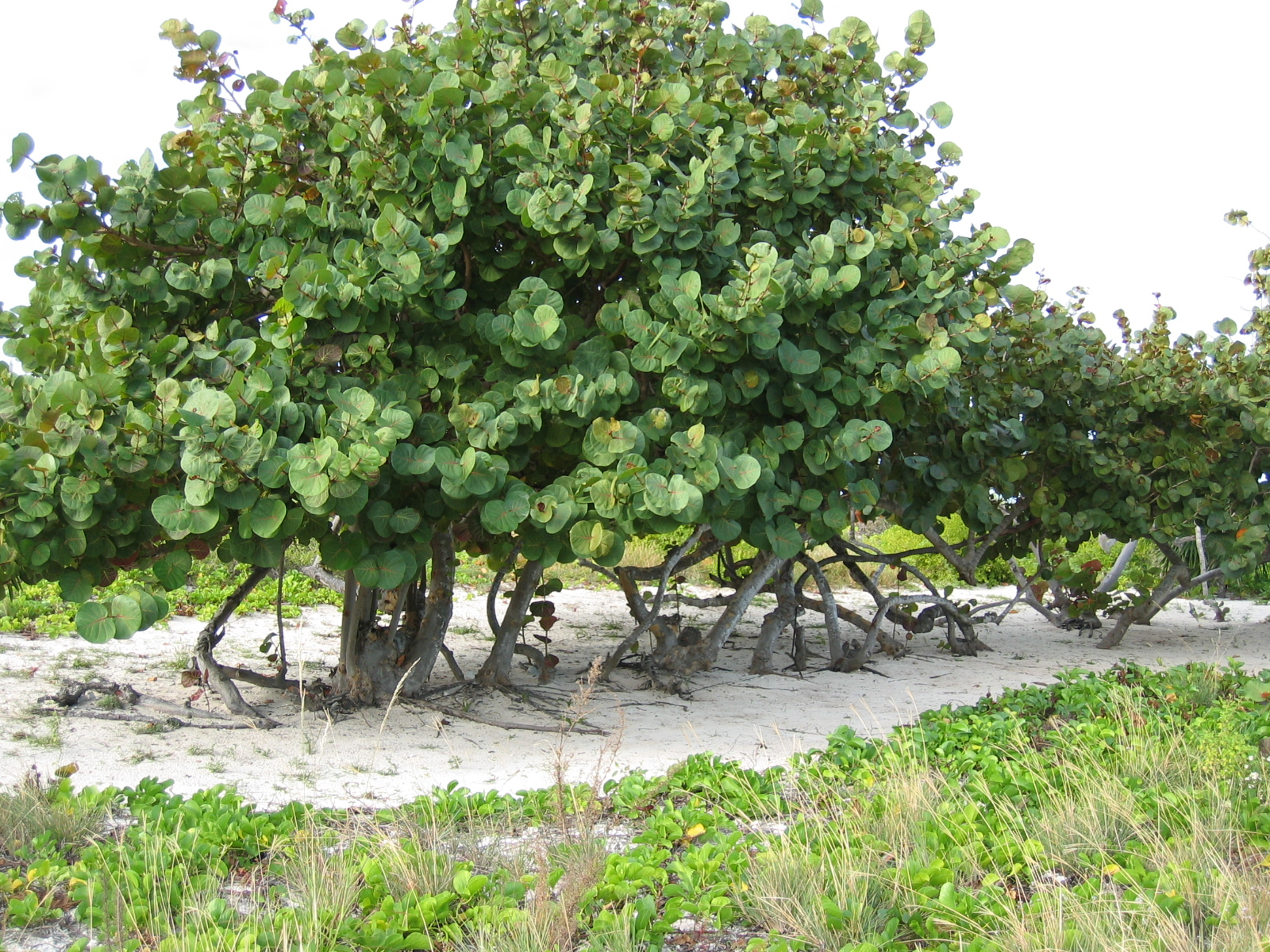
Árbol